# Saab 17

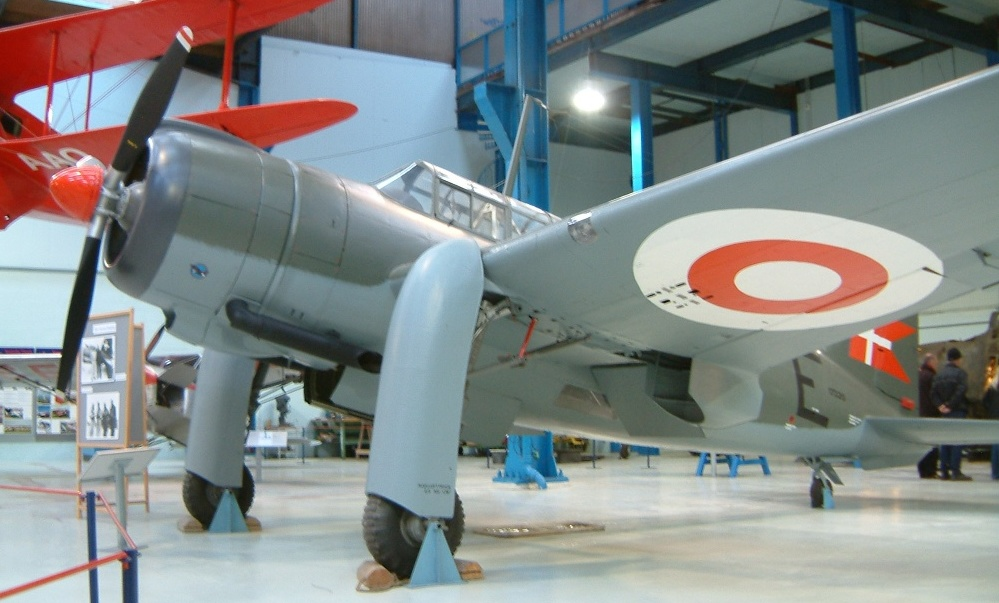
Saab B 17A der dänischen Luftwaffe

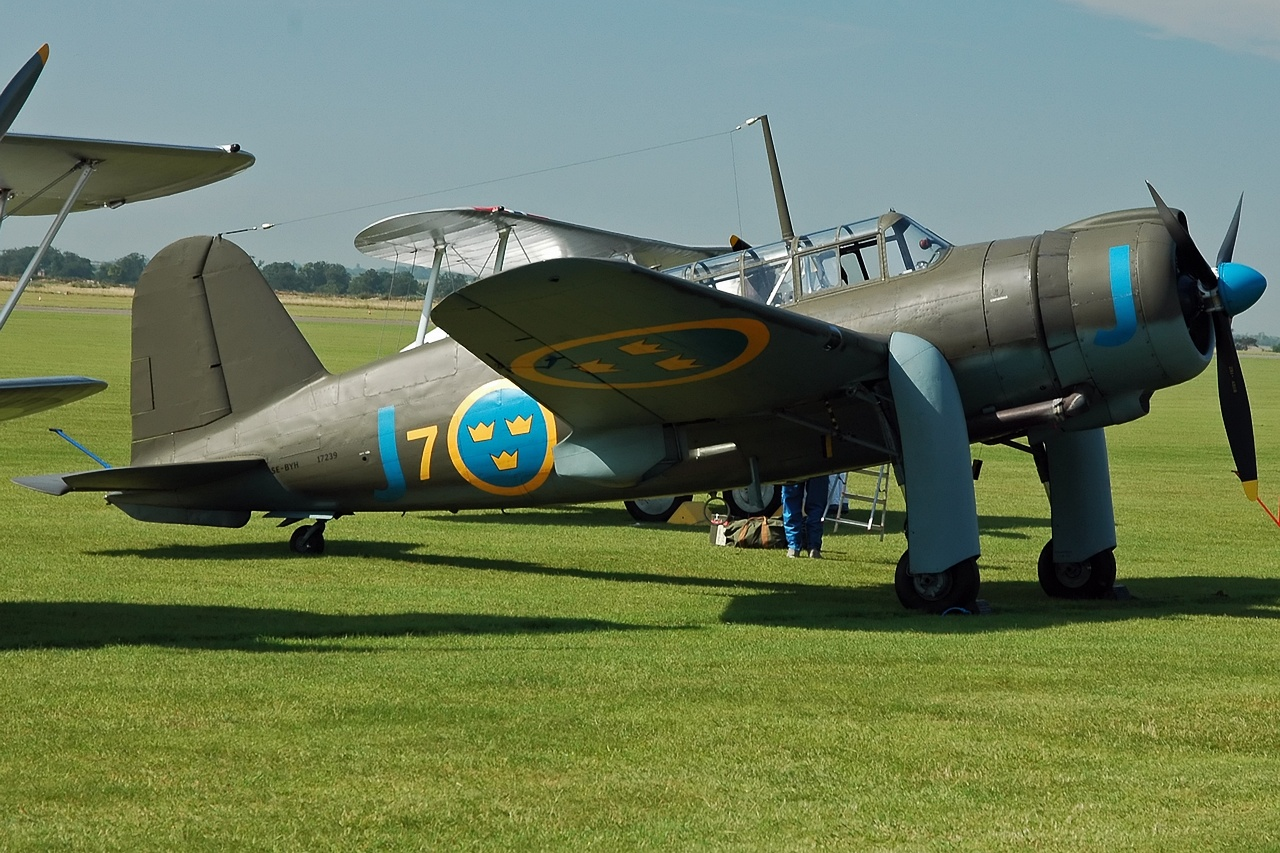
Saab B 17A Fv17239 (Flygvapenmuseum Linköping)

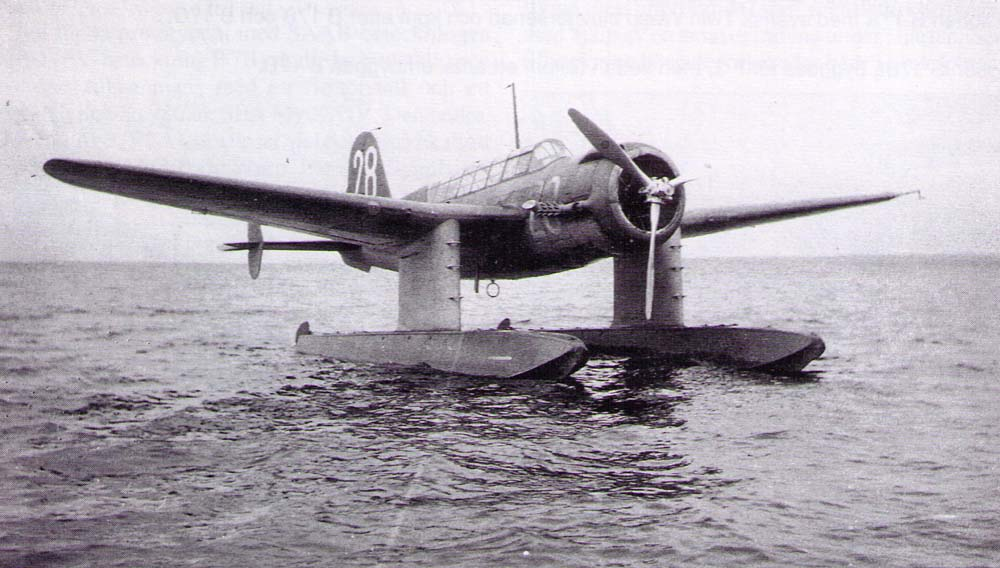
Saab S 17BS

Die Saab 17 war ein einmotoriges schwedisches Kampfflugzeug des Herstellers Saab aus dem Jahre 1940, das als Sturzkampfbomber und Aufklärungsflugzeug genutzt wurde.

## Geschichte
Das Projekt wurde Ende der 1930er-Jahre als L 10 bei der ASJA, Aktiebolaget Svenska Järnvägsverkstäderna (Aktiengesellschaft der schwedischen Eisenbahnwerkstätten) begonnen, aber nach der Übernahme des Flugzeugsektors durch Saab im Jahr 1938 als Saab 17 fortgeführt. Die Tragflächen wurden überarbeitet, um den Einsatz als Sturzkampfbomber zu ermöglichen.
Der Erstflug erfolgte am 18. Mai 1940. Am 18. Dezember 1941 wurde das erste Flugzeug an die schwedische Luftwaffe (Flygvapnet) geliefert, und 1942 in Dienst gestellt. Mit dem Aufkommen der Strahlflugzeuge endete 1947 die Dienstzeit bei der schwedischen Luftwaffe. Insgesamt wurden 325 Flugzeuge gebaut. Die letzte Maschine (Fv 17368) wurde am 31. August 1944 geliefert.

## Konstruktion
Der Mitteldecker konnte mit Rädern, Skiern oder Schwimmern ausgestattet werden. In den Ausführungen mit Rädern und Skiern konnte das Hauptfahrwerk eingezogen werden, bei allen auch das Spornrad.

## Versionen
Vom Flugzeug wurden drei verschiedene Varianten gebaut:
- B 17A – 133 Stück, Pratt & Whitney R-1830-SC3G-Motor, 1065 PS (794 kW)
- B 17B – 115 Stück, Bristol Pegasus XXIV-Motor, 980 PS (731 kW)
- B 17C – 077 Stück, Piaggio P.XIbis RC.400, 1020 PS (761 kW)

## Nutzung
Von 1951 und 1954 wurden 19 Flugzeuge in Schweden zivil registriert und als Zieldarstellungsmaschinen eingesetzt, meist durch den Betreiber Svensk Flygtjänst. Von diesen wurden zwei nach Finnland und eines an Österreich verkauft, die ebenfalls zur Luftzieldarstellung verwendet wurden.

### Nutzer nach Land
- Schweden: siehe oben, unter Versionen (1942 bis 1954)
- Äthiopien: 46 B17C (1947 bis 1968)
- Finnland: 2 B17A als Zielschlepper (1959 bis 1960)
- Österreich: 1 B17A als Zielschlepper (1957 bis 1963)

### Danska Brigaden
Während des Zweiten Weltkriegs wurden in Schweden von 1943 bis 1945 als Bestandteil der im Exil befindlichen Danska brigaden 15 Piloten auf Saab 17 ausgebildet. Im Jahr 1945 wurden 15 B 17C an die Dänische Brigade ausgeliehen und standen am 5. Mai 1945 in der Bemalung der dänischen Luftwaffe bereit, um zusammen mit den anderen Kräften über den Öresund vom schwedischen Helsingborg nach Helsingør in Dänemark überzusetzen. Die neue dänische Regierung verweigerte jedoch dauerhaft die Landeerlaubnis für die Flugzeuge. Die fertig ausgebildeten Piloten und Mechaniker mussten über den Seeweg in ihr Heimatland zurückkehren. Die 15 vorbereiteten B 17C wurden von Schweden der dänischen Regierung angeboten, doch war diese nicht länger daran interessiert.

### Äthiopien
Von 1947 bis 1953 wurden in drei Lieferungen 46 Maschinen an die äthiopische Luftwaffe verkauft, die dort bis 1968 im Dienst blieben.

### Österreich
Im Jahr 1957 kaufte die österreichische Regierung vom schwedischen Svensk Flygtjänst eine Zieldarstellungsmaschine der Variante B 17A. Sie trug beim österreichischen Bundesheer das Luftfahrzeugkennzeichen 4D AA.

### Finnland
Im März 1960 kaufte die finnische Luftwaffe, ebenfalls vom schwedischen Svensk Flygtjänst, zwei Zieldarstellungsmaschinen B 17A. Beide wurden bei Unfällen im August 1960 bzw. Mai 1961 irreparabel beschädigt und verschrottet.

## Zwischenfälle
Von der ersten Auslieferung 1941 bis zum Ende des Einsatzes als aktives Kampfflugzeug in der schwedischen Luftwaffe 1948 kam es zu 63 Totalschäden, bei denen 56 Piloten und Beobachter ums Leben kamen. Danach und bis zum Einsatzende 1954 gingen weitere 15 Maschinen verloren, insgesamt also 78. Dies entspricht 24 Prozent aller gebauten Maschinen, ein für die damalige Zeit relativ niedriger Wert.

## Technische Daten (B 17A)

### Allgemeine Daten
- Besatzung: 2
- Länge: 9,80 m
- Spannweite: 13,70 m
- Höhe: 4,00 m
- Flügelfläche: 28,5 m²
- Flügelstreckung: 6,6
- Leermasse: 2600 kg
- Startmasse: 4200 kg
- Triebwerk: ein Pratt & Whitney-R-1830-SC3G 14-Zylinder-Doppelsternmotor, 794 kW (1065 PS)

### Leistung
- Höchstgeschwindigkeit: 435 km/h
- Reichweite: 1800 km
- Dienstgipfelhöhe: 8700 m
- Steigrate: 600 m/min
- Flügellast: 139 kg/m²
- Leistung/Masse: 220 W/kg

### Bewaffnung
- zwei starr vorwärts feuernde 7,9-mm-Bofors M/22F-Maschinengewehre
- ein bewegliches 7,9-mm-Bofors M/22-Maschinengewehr im Heck
- 500 kg Bomben

## Erhaltene Exemplare
Die einzige noch flugfähige B 17A wird vom Flygvapenmuseum in Linköping betrieben. Das Flugzeug wurde Mitte der 1990er-Jahre von Saab und der schwedischen Luftwaffe restauriert. Am 11. Juni 1997 startete die B 17A Fv17239 zu ihrem erneuten Erstflug.
Insgesamt gibt es fünf erhaltene Exemplare, davon je zwei in Schweden und Südafrika und eines in Dänemark.